# Monographella divergens
Monographella divergens är en svampart som först beskrevs av Rehm, och fick sitt nu gällande namn av Franz Petrak 1924. Monographella divergens ingår i släktet Monographella, ordningen kolkärnsvampar, klassen Sordariomycetes, divisionen sporsäcksvampar och riket svampar.   Inga underarter finns listade i Catalogue of Life.